# De glada flickorna från Wien
De glada flickorna från Wien är en tysk komedifilm från 1931 i regi av Géza von Bolváry. Huvudrollen görs av Willi Forst. Han spelar en danslärare som bestämmer sig för att hjälpa tio systrar han undervisar när deras far bestämt sig för att gifta sig mot deras vilja.

## Rollista
- Willi Forst - danslärare Augustin Tuschinger
- Lee Parry - Gretl
- Paul Hörbiger - Anselm Leitner
- Irene Eisinger - Leopoldine
- Evi Eva - Adolphine
- Elfriede Jera - Hermine
- Lilian Ellis - Christine
- Oskar Sima - excellens Waldmüller
- Tibor Halmay - Jean, chefskypare
- Fritz Odemar - Johann